# 江南百花雞
江南百花雞是傳統廣州四大名菜之一，是當時廣州四大酒家之一「文園酒家」的頭號招牌菜。將清遠芝麻雞起皮後釀入蝦膠，整成雞的形狀，蒸熟後切件、加玻璃芡，最後撒上鮮花瓣。